# سومیت پاسی
سومیت پاسی (انگلیسی: Sumeet Passi؛ زادهٔ ۱۲ سپتامبر ۱۹۹۴) بازیکن فوتبال اهل هند است.
وی همچنین در تیم‌های ملی فوتبال India U19 و India U23 و هند بازی کرده‌است.